# Tarin Kôt
Tarin Kôt ou Tarinkot ou Tarin Kowt (pachto : ترين کوټ, persan : ترین‌کوت) est la capitale de la province d'Orozgân (aussi écrit Uruzgan) dans le sud de l'Afghanistan dans le district de Tarin Kôt. La ville se compose d'environ 71 604 habitants (2015), avec près de 200 petits magasins dans le bazar.
Dans le district de Tarin Kôt, les deux grandes confédérations tribales Pachtounes sont représentés, les tribus Tareen : Popalzai, Barakzai, Noorzai, Achakzai et les tribus Ghilzaï : Tokhi, Hotak. Il n'y a pas de grande entreprise ni même d'entreprise de taille moyenne dans la ville. Le gouverneur actuel de la province, Asadullah Hamdam (en), vit et travaille dans un entrepôt adjacent au bazar.
Tarin Kôt est un centre provincial dans le centre-sud de l'Afghanistan. La majorité des terres est classée comme non bâties (69 %), dont 67 % de terres arables. Les terrains résidentiels représentent 47 % de la superficie de terres construites. L'aéroport est situé à l'intérieur des limites municipales, étant ainsi le second bâtiment le plus grand de la ville (24 %).

## Histoire
Historiquement, cette région fut le lieu de résidence de plusieurs sardar tribaux des Tarin (ou Tareen) Pachtounes, dès le 12ème-13ème siècles de notre ère. Certains d'entre eux migrèrent vers le sous-continent Indien au cours de la Guerre Mughal-Safavide (1622-23).

### Histoire récente
Cette ville dans le sud de l'Afghanistan a été d'une grande valeur stratégique pour les talibans en 2001. Le 16 novembre, les habitants se soulevèrent contre le gouverneur taliban, point de départ de la résistance pachtoune aux talibans. Hamid Karzai, un obscur politicien à ce moment-là, était dans la région à l'époque, en essayant de mettre sur pied une insurrection armée. Il était accompagné par une équipée 11 soldats des forces spéciales américaines connue comme de l'ODA 574. Les Talibans lancent alors une contre-attaque, affrontant Karzaï et sa milice qui doivent s'enterrer pour défendre la ville. Avec l'aide des moyens aériens américains, les forces locales réussissent à repousser les Talibans. Cette victoire est considérée comme le point tournant pour Karzai. La seule bataille qui lui a donné de la crédibilité dans les provinces du sud de l'Afghanistan ainsi qu'au sein des forces d'opposition aux talibans (y compris parmi l'Alliance du Nord). C'est là qu'il gagne sa crédibilité comme chef de guerre.
La défaite des talibans à Tarin Kôt fut une victoire importante pour Karzaï, qui l'a utilisée afin de recruter davantage d'hommes pour étoffer sa jeune guérilla. Son unité atteigne alors environ 800 hommes d'effectifs. Le 30 novembre, ils laissèrent Tarin Kôt et commencèrent à marcher sur Kandahar.
Une base américaine appelée FOB Ripley, du nom du marines américain John Ripley fut construite à Tarin Kôt en 2004. Les forces qui l'occupèrent (en mai 2004) furent majoritairement une unité mixte composée de la 22e Unité Expéditionnaire des Marines (22nd MEU SOC), du 2-5 d'Infanterie (bobcats), de la 3e Brigade, de la 25e Division d'Infanterie, des affaires civilo-militaires (CIMIC) et d'unités de la Garde nationale de Floride et d'Iowa. À l'automne 2001, la région fut le dernier bastion du régime des Talibans. Par la suite d'autres forces militaires étrangères ont opéré depuis la base Tarin Kôt.
Après le lancement de l'opération Tempête des montagnes lancée par la 22e MEU SOC, la plupart des Talibans partit se  réfugier dans les montagnes à la frontière entre l'Afghanistan et le Pakistan. Quand la FIAS de l'OTAN eut la responsabilité de la zone pour le sud de l'Afghanistan, les Néerlandais construisirent le Kamp Holland en août 2006.
À compter de mars 2007, le United States Army Corps of Engineers (USACE) a commencé la construction d'une route de Tarin Kôt vers l'ouest pour aller vers Deh Rahwod (en) puis Shahidi Hassas dans l'ouest de la province d'Oruzgan. Dans le même temps, l'USACE a aussi commencé de paver et construire un pont afin d'améliorer la route vers Kandahar.

Soldat de l'Armée américaine en regardant les Afghans lors d'une tournée logistique à Tarin kôt.

Le 4 juillet 2010, des soldats américains du 1er escadron du 2e Stryker Régiment de Cavalerie étaient chargés des opérations dans Tarin kôt et Deh Rahwod (en) à la suite des retrait des Néerlandais d'Oruzgan.
Le 27 juillet 2011, un terroriste pakistanais du Waziristan préparant un attentat suicide fut capturé par l'Armée nationale afghane et les forces de la FIAS lors d'un raid sur la maison du Mollah Qasim dans la zone de Sur Marghab près de Tirin Kôt. Le terroriste, nommé Saifullah futinterviewé par le journaliste Ahmad Omaid Khpalwak du Pajhwok Afghan News. Au cours de son interview Saifullah avoua que 14 autres terroristes en provenance du Pakistan avaient passé au moins deux mois à errer autour de la ville afin de sélectionner le bon moment et le bon lieu pour l'attaque.
Le lendemain28 juillet, aux environs de 12h, trois kamikazes ont fait exploser des véhicules bourrés d'explosifs à l'entrée des emprise du gouvernement, tandis que d'autres kamikazes équipés d'armes lourdes prenaient possession de bâtiments et commençaient à tuer tout le monde à l'intérieur. Au moins 19 personnes furent tuées et 37 autres blessées au cours de cette attaque. Parmi les morts figuraient le journaliste du Pajhwok, Khpalwak, 10 enfants, 2 femmes et 1 membre de la Police Nationale Afghane. Khpalwak reçu 20 projectiles dans le corps. Le 29 juillet, le nombre de morts fut porté à 21,
Le 1er mars 2011, des soldats américains du 4e Bataillon du 70e Régiment blindé prirent la responsabilité des zones de Tarin Kôt et Deh Rawod. Le 23 novembre 2011, ils furent remplacés par des soldats du 1er escadron de reconnaissance et de surveillance du 14e Régiment de cavalerie.

## Transports
En mai 2014 l'aéroport de Tarin Kôt recevait régulièrement des vols passagers directement de Kaboul.

## Géographie
Tarin Kôt est assez isolée. Sa seule piste d'atterrissage est sur la principale base militaire de l' OTAN, dirigée par l'Équipe provinciale de reconstruction de la FIAS à la périphérie de la ville. Le seul accès terrestre à Tarin Kôt  est une route en direction du centre régional de Kandahar, au sud, qui est souvent l'objet d'attaques ou de piégeage par les Talibans.

## Climat
Tarin Kôt a un climat désertique froid (selon la classification climatique de Köppen BWk) avec des étés chauds et des hivers frais à froids. Les précipitations sont faibles, et la plupart ont lieu de décembre à mars.